# 慶尚北道消防本部
慶尚北道消防本部（キョンサンほくどうしょうぼうほんぶ）は、大韓民国慶尚北道を管轄区域とする消防本部である。住所は慶尚北道安東市豊川面道庁大路455。

## 沿革
- 1992年4月1日 - 慶尚北道消防本部設置。
- 1994年9月10日 - 慶尚北道消防学校開校。
- 1996年4月29日 - 慶山消防署の管轄にある大邱広域市達城郡を大邱消防安全本部大邱達西消防署に編入。
- 1995年6月28日 - 消防航空隊を設置。
- 2016年 - 大邱広域市北区から安東市豊川面に移転。

## 本部組織
- 消防本部長（消防准監）
  - 消防行政課（課長は地方消防正）
  - 防護救助課（課長は地方消防正）
    - 航空救助隊：住所は大邱広域市東区枝底洞465-5番地。

  - 119総合状況室（室長は地方消防領）

## 慶尚北道消防学校
消防公務員の教育訓練を行う。学校長は消防正。下部組織に総務課、教学課（課長は地方消防領）を置く。住所は慶尚北道安東市臨東面中平里960。

## 消防署
慶尚北道消防本部には18消防署のもと、80の119安全センター（うち17は消防署と兼用）と20救助隊がある。

### 組織
- 署長（地方消防正）
  - 消防行政課（課長は地方消防領。以下同じ）
  - 防護救助課：浦項北部、浦項南部、慶州、安東、亀尾、慶山では防護課と救助救急課の2課に分けて置く。
  - 119安全センター（センター長は地方消防警または地方消防尉）
  - 救助隊（隊長は地方消防尉）：安東消防署には水難救助隊も所属。

### 消防署一覧
各消防署及び所属119安全センターの名称、救助隊の数は以下の通り。
| 消防署         | 119安全センター                                        | 救助隊 |
| -------------- | ------------------------------------------------------ | ------ |
| 浦項北部消防署 | 徳山、斗湖、興海、長良                                 | 1      |
| 浦項南部消防署 | 日月、製鉄、海島、孝子、九龍浦、烏川、鬱陵             | 1      |
| 慶州消防署     | 皇吾、東部、普門、仏国寺、龍荒、安康、外東、甘浦、乾川 | 1      |
| 金泉消防署     | 智佐、多寿、大光、知礼、牙浦                           | 1      |
| 安東消防署     | 法興、龍上、豊山、青松、真宝、英陽                     | 2      |
| 亀尾消防署     | 工団、松亭、元坪、仁同、善山、海平、上林、玉渓         | 1      |
| 栄州消防署     | 文殊、可興、豊基、奉化、春陽、明湖                     | 1      |
| 永川消防署     | 東部、琴湖、新寧                                       | 1      |
| 尚州消防署     | 西城、咸昌、青里                                       | 1      |
| 聞慶消防署     | 店村、加恩、聞慶、醴泉、知保                           | 2      |
| 慶山消防署     | 造永、中央、河陽、珍良                                 | 1      |
| 義城消防署     | 鳳陽、義城、安渓、軍威、義興                           | 1      |
| 星州消防署     | 星州                                                   | 1      |
| 高霊消防署     | 高霊、茶山                                             | 1      |
| 漆谷消防署     | 倭館、北三、錦山、架山                                 | 1      |
| 蔚珍消防署     | 蔚珍、温井、竹辺、厚浦                                 | 1      |
| 盈徳消防署     | 盈徳、江口、寧海                                       | 1      |
| 清道消防署     | 清道、慈仁、豊角                                       | 1      |